# 亞洲胡瓜魚
亞洲胡瓜魚，為輻鰭魚綱胡瓜魚目胡瓜魚科的其中一種，溫帶魚類，分布於北太平洋朝鮮半島、鄂霍次克海、白令海至加拿大卑詩省淡水、半鹹水、海域，棲息深度0-290公尺，體長可達34公分，棲息在沿海、溪流及湖泊等水域，成群活動，春季時會洄游至淡水溪流產卵，幼魚以浮游生物為食，成魚以魚類、甲殼類、貝類等為食，可做為食用魚。